# Geminoid

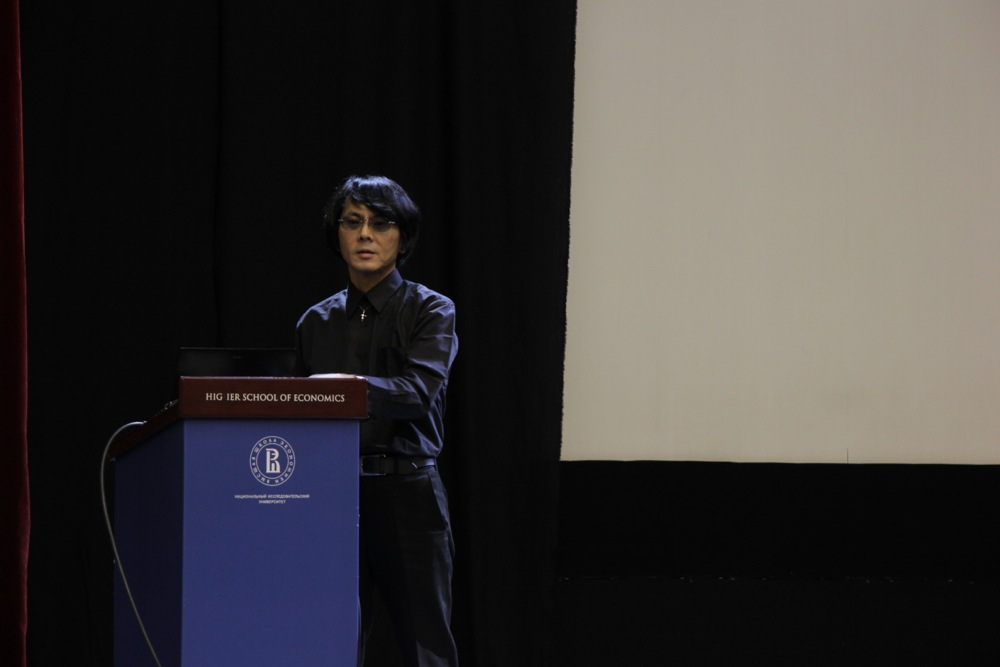

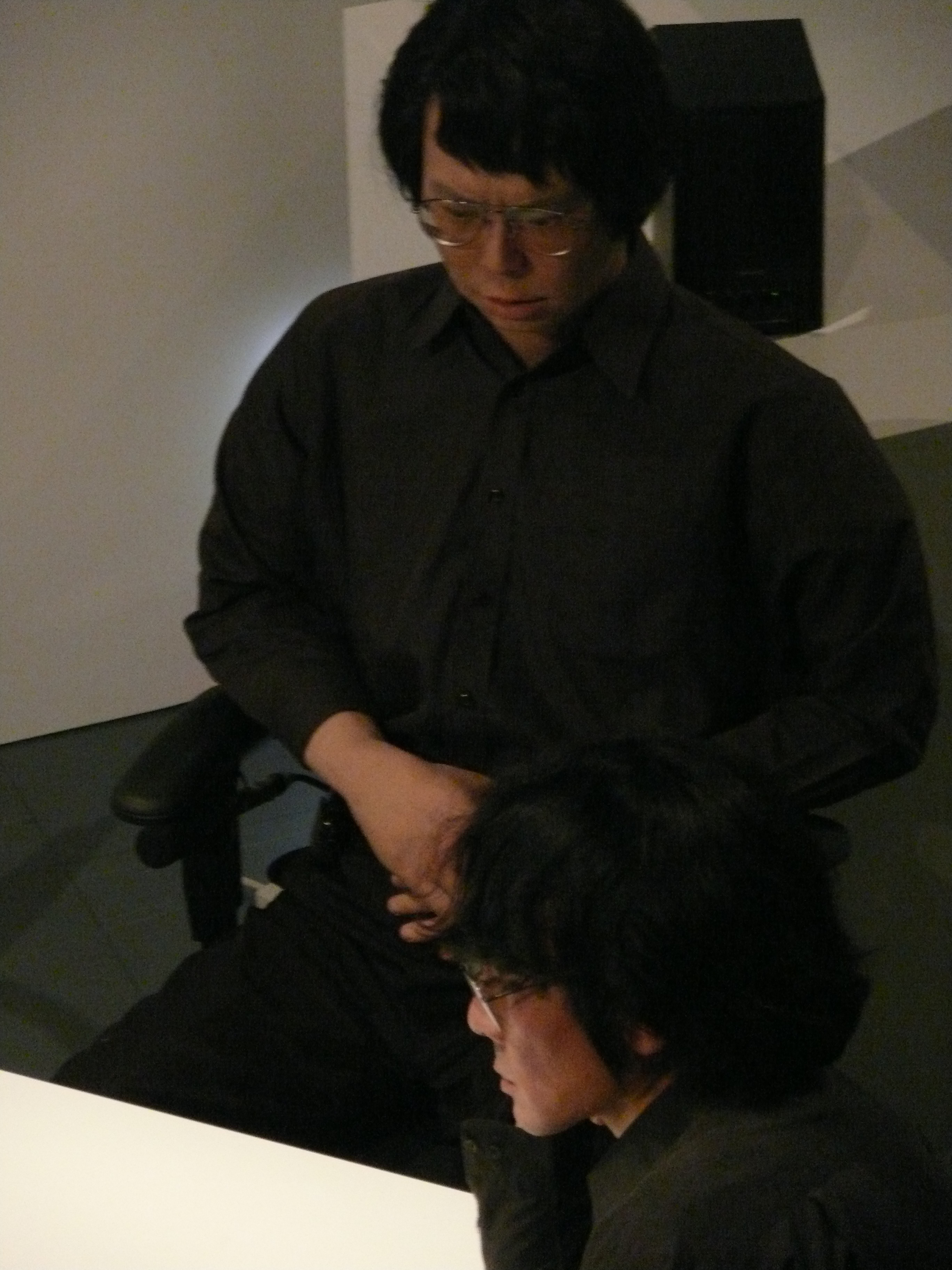

Geminoid é um andróide desenvolvido por e baseado no engenheiro japonês Hiroshi Ishiguro.